# Васили-Сарай
Васили-Сарай (Василь-Сарай, Усадьба Устинова) — усадьба постройки начала XX века в посёлке Восход городского округа Ялта Республики Крым (согласно административно-территориальному делению Украины — Ялтинский горсовет Автономной Республики Крым). На 2023 год — корпуса № 1 и № 2 пансионата «Санкт-Петербург». Памятники градостроительства и архитектуры регионального значения России.

## Усадьба Устинова
В 1830 году по инициативе новороссийского и бессарабского генерал-губернатора М. С. Воронцова бесхозные земли урочища Магарач, опустевшие после выселения в 1778 году в Приазовье жителей-греков, раздавались частным лицам для устройства виноградников. Один из самых больших участков получил близкий
родственник Воронцовых князь Василий Сергеевич Голицын, назвавший имение «Василь-Сарай» (по крымскотатарски от собственного имени — «дворец Василия»). Князь посадил виноградники, сад и построил небольшой дом в мавританском стиле. Детей у В. С. Голицына и его жены Елены Александровны не было в конце 1860-х годов имение перешло другим владельцам — дворянам молдавского происхождения Абаза. В «Списке населённых мест Таврической губернии по сведениям 1864 года», составленному по результатам VIII ревизии 1864 года, записана владельческая дача Василь-Сарай с 3 дворами и 7 жителями при колодце.
В «Путеводителе по Крыму» Марии Сосногоровой 1871 года упоминается «Василь-Сарай» как «бывшая дача князя Голицына, принадлежащая теперь Абаза», который построил усадебный дом «с бельведером и многими флюгерами на цветной крыше здания» — сейчас известный, как «Малый господский дом», памятник градостроительства и архитектуры регионального значения (на 2023 год корпус № 2 пансионата «Санкт-Петербург». Известна опись 1923 года, согласно которой в Малм господском доме было 15 комнат и 2 большие террасы. Первый этаж занимали передняя, столовая, кабинет с гардеробной, парадная лестница и терраса. На втором этаже — гостиная, две спальни, комната горничной и терраса. В полуподвальном этаже размещались буфетная, ванная и служебные помещения).

Когда Василь-Сарай стал собственностью Устиновых точно не установлено. Поскольку всюду новым владельцем усадьбы фигурирует Михаил Михайлович Устинов, получается что имение приобретено при его жизни, до 1871 года, что не соответствует сведениям из путеводителя Сосногоровой на 1871 год, в котором владельцем дачи значится ещё Абаза. Дата «около 1890 года», приводимая в источниках, позволяет предположить, что покупателем Василь-Сарая мог быть только сын Михаила Михайловича Устинова Александр (1842—1912). 

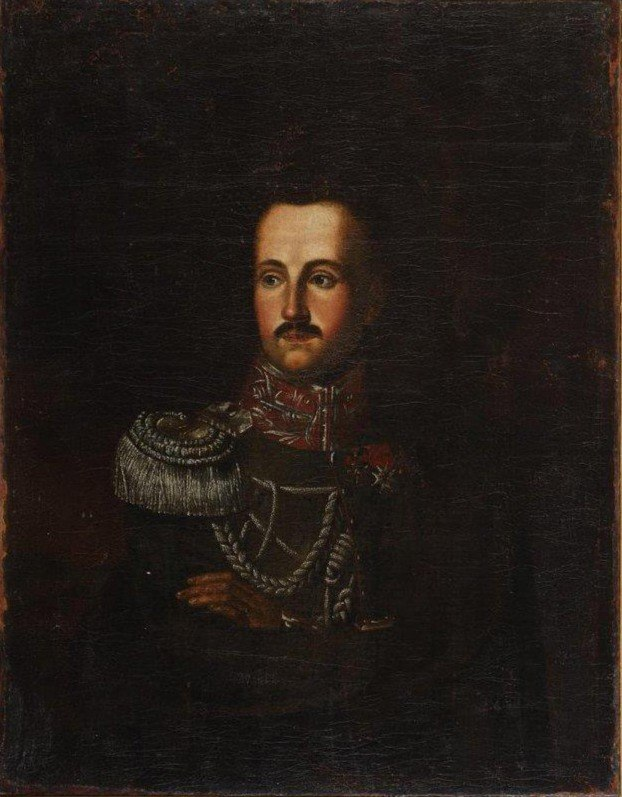
Князь В. С. Голицын.
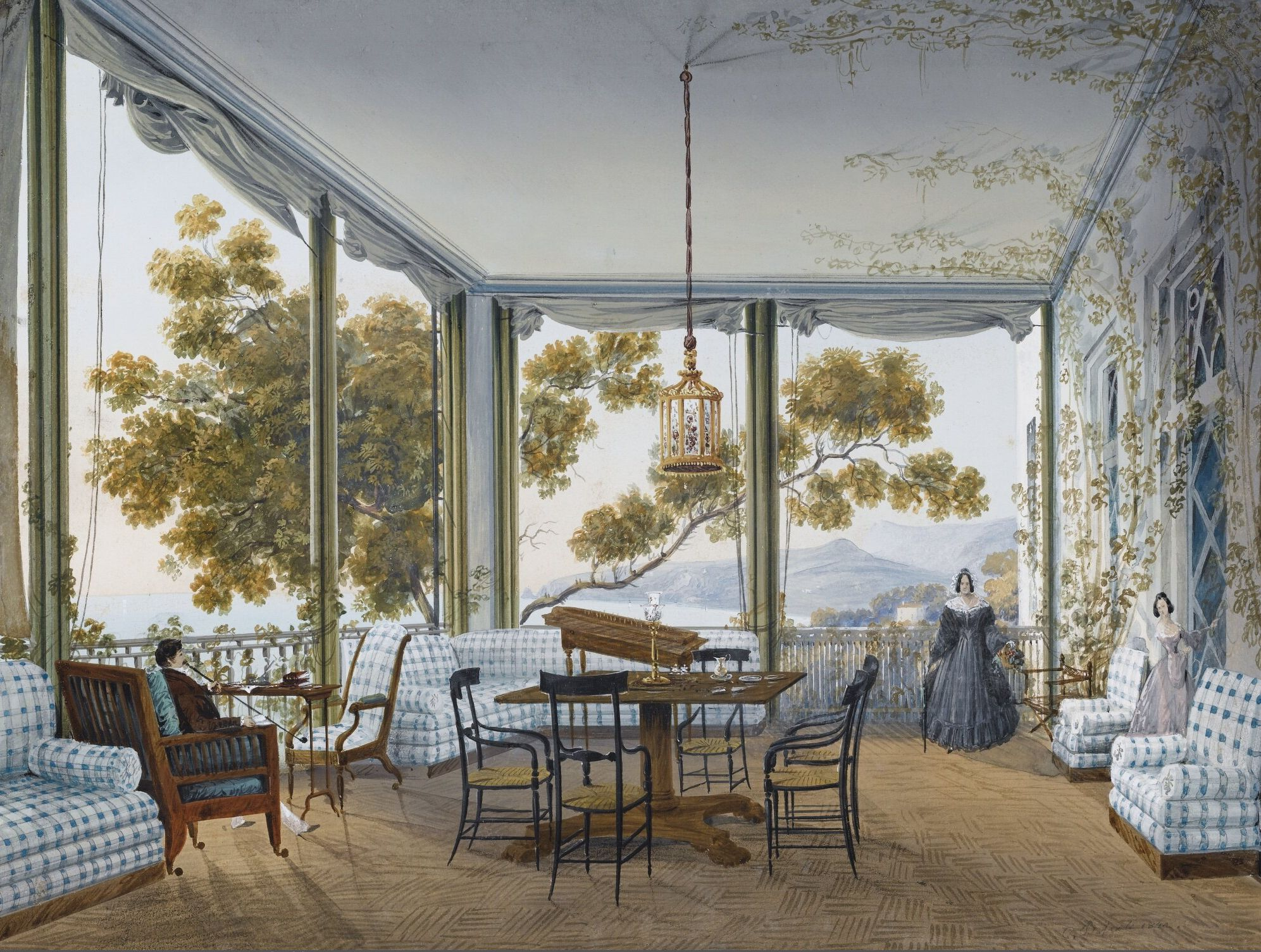
Карло Боссоли. Васили-Сарай, 1842 г.
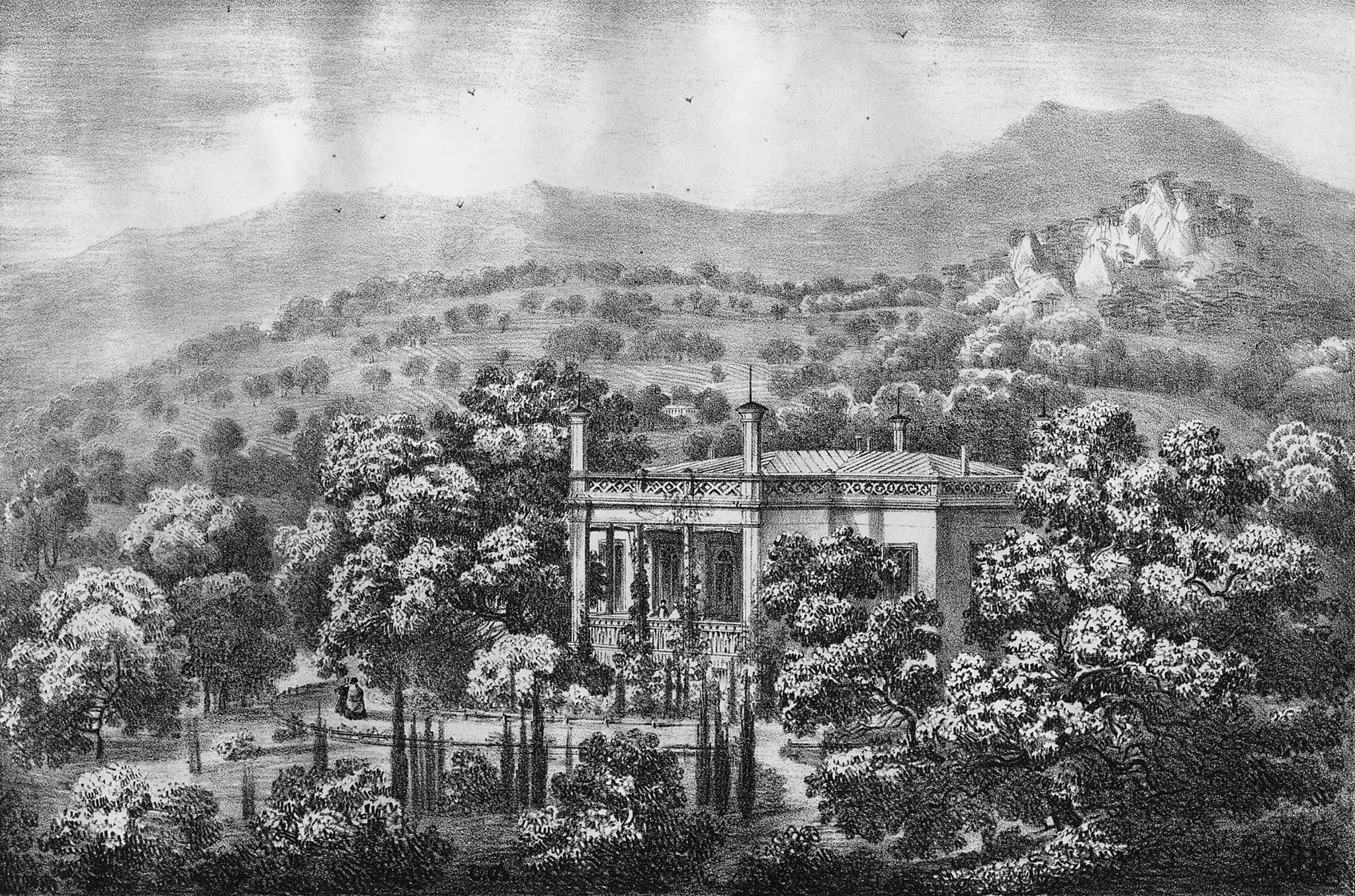
Карло Боссоли. Васили-Сарай, 1842 г.
Малый господский дом.

В 1912—1914 годах не установленными пока потомками М. М. Устинова в усадьбе был возведен двухэтажный дворец в неоклассическом стиле с элементами модерна, автором проекта которого предположительно считается архитектор Н. П. Краснов. Здание было асимметричной планировки, состояло из нескольких объёмов и завершалось ныне утраченным бельведером (при реконструкциях середины XX века открытые террасы второго этажа превратили в помещения, исказив первоначальный облик). В архитектуре дворца выделяется крытая полукруглая колоннада, на верхнем ярусе которой устроен балкон, окна и дверные проёмы выполнены, в основном, в виде арок, над некоторыми из которых сделаны полукруглые фронтоны. Вокруг дворца был разбит парк, с высаженными кедрами, кипарисами, тисом, грабом, дубами, крымской сосной, а также редкими растениями и деревьями. Со смертью Александра Михайловича Устинова в феврале 1912 года мужская линия потомков Михаила Михайловича Устинова пресеклась и кто унаследовал имение неизвестно. В Статистическом справочнике Таврической губернии. Ч.II-я. Статистический очерк, выпуск восьмой Ялтинский уезд, 1915 год, в Дерекойской волости Ялтинского уезда числилось имение М. М. Устинова «Василь-Сарай» площадью 17,45 десятины с 1 двором без населения. Северо-восточная часть имения была отведена под виноградники, в северо-западной виноградники соседствовали с кустарником с лесом. В южной части располагался огород, центральную занимали парк и усадебные строения: Большой и Малый господские дома, дома для служащих, винодельня с подвалом для хранения вина, конюшня с каретным сараем, оранжереи и теплица, водокачка, большие цистерны для воды.

## После революции
После окончательного установления в Крыму советской власти, 16 декабря 1920 года приказом председателя Революционного комитета Крыма были изъяты «из частного владения как разных ведомств, так и частных лиц все имения Южного берега Крыма в районе от Судака до Севастополя включительно» и передавались в ведение специально созданного Управления Южсовхоза. 15 марта 1921 года усадьбу Устинова передали Ялтинскому Уземотделу и с 1923 года по 1927 год в ней работал дом отдыха «Василь-Сарай» ЦК работников народного питания. В 1928—1930 годах
«Василь-Сарай» — экскурсионная база акционерного общества «Советский турист». В 1930-х годах бывшее имение М. М. Устинова, вместе с тремя соседними имениями, вошло в
состав туберкулезного санатория № 5 «Василь-Сарай». В годы войны усадьба Устинова практически не пострадала. Во второй половине 1940-х годов санаторий переименовали в «Южнобережный», действовавший до 1997 года, когда был преобразован в пансионат «Санкт-Петербург», принадлежавший правительству Санкт-Петербурга. С 1984 года дворец реставрировался архитекторами из управления «Ленморзащита», были убраны поздние надстройки над террасами второго этажа, по образцу существующих восстановлены декоративные элементы фасадов, но утраченные бельведер и наружная лестница с террасы второго этажа восстановлены не были. В Малом доме были реконструированы на фасадах существующие пристройки и возведены дополнительные, в связи с чем, здание приобрело облик, кардинально отличающийся от первоначального. В результате получившийся комплекс зданий представляет собой интересный памятник архитектуры Крыма. В 2006 году Андрей Рогачёв купил пансионат «для личных нужд», но, ввиду занятости и и невозможности уделять имению много времени, в августе 2014 года Рогачёв продаёт усадьбу компании ВСМПО-Ависма за 19 миллионов $ (724,8 миллиона рублей), которая декларировала намерение использовать её для корпоративных нужд. В настоящее время доступ в усадьбу для посторонних закрыт.

### Охранный статус
Постановлением Совета министров Республики Крым № 627 от 20 декабря 2016 года «Особняк графа М. М. Устинова» и «Малый господский дом графа М. М. Устинова» объявлены объектами культурного наследия регионального значения, а в 2018 году приказом Государственного комитета по охране культурного наследия Республики Крым утверждены границы и режим использования объектов культурного наследия.

### Интересный факт
Несмотря на устоявшиеся названия типа «Особняк графа М. М. Устинова», «Малый господский дом графа М. М. Устинова» и «Усадьба графа М. М. Устинова», употребляющихся даже в официальных документах, Михаил Михайлович Устинов графского титула не имел, происходил из семьи винного откупщика и имел лишь потомственное дворянство с 1812 года.